# راؤول آريفالو
راؤول آريفالو (بالإسبانية: Raúl Arévalo)‏ هو ممثل إسباني، ولد في 22 نوفمبر 1979 بموستوليس في إسبانيا.

## أعمال

### أفلام
- (2013) أنا متحمس جدا[2][3]

## وصلات خارجية
- راؤول آريفالو على موقع IMDb (الإنجليزية)
- راؤول آريفالو على موقع ألو سيني (الفرنسية)
- راؤول آريفالو على موقع أول موفي (الإنجليزية)
- راؤول آريفالو على موقع قاعدة بيانات الأفلام السويدية (السويدية)
- راؤول آريفالو على موقع قاعدة بيانات الفيلم (الإنجليزية)
- راؤول آريفالو على موقع كينوبويسك (الروسية)